# Marco Berger
Marco Berger (Buenos Aires, 8 de diciembre de 1977) es un director, guionista y productor de cine argentino. 

## Biografía
Estudió en la Universidad del Cine de Buenos Aires e hizo su debut como director en 2008 con los cortometrajes La última voluntad y El reloj, este último seleccionado para el Festival de Cannes. Su primer largometraje, Plan B (2009), se presentó a numerosos festivales. 
Con la película Ausente ganó en 2011 el Oso a la Mejor Película en el Festival Internacional de Cine de Berlín. El jurado calificó su obra como "un guion original, con una estética innovadora y un enfoque sofisticado, que crea dinamismo. Una combinación única de deseo homoerótico, suspenso y tensión dramática".
Entre 2013 y 2015 produjo dos películas más: Hawaii y la premiada Mariposa, ganadora de la categoría Mejor Película Latinoamericana en el Festival Internacional de Cine de San Sebastián, en España. 
En 2016 rodó su quinto largometraje, Taekwondo, en colaboración con el cineasta Martín Farina.
Berger es abiertamente homosexual, y todas sus películas tratan aproximaciones y conflictos de temática LGBT, siendo ya considerado uno de los máximos exponentes del género en la actualidad. Su rasgo artístico es la exploración del silencio en escena, centrándose en los gestos y miradas de los personajes, en detrimento de los diálogos.
A lo largo de su carrera, también ha participado como colaborador en otras producciones cinematográficas, como los dos volúmenes de la serie Tensión Sexual.

## Filmografía

### Largometrajes
- Plan B (2009)
- Ausente (2011)
- Hawaii (2013)
- Mariposa (2015)
- Taekwondo (2016)
- Un rubio (2019)
- El cazador (2020)
- Gualeguaychú: El país del carnaval (2021)
- Los agitadores (2022)
- Los amantes astronautas (2024)

### Colaboraciones
- Cinco (2010) – con Cinthia Varela, Cecilia del Valle, Andrew Sala y Francisco Forbes
- Tensión sexual, Volumen 1: Volátil (2012) – con Marcelo Mónaco
- Tensión sexual, Volumen 2: Violetas (2013) – con Marcelo Mónaco

### Cortometrajes
- Una última voluntad (2008)
- El reloj (2008)
- El intercambio (2023)

### Otros trabajos
- Fulboy (2014), como editor

## Premios y nominaciones
| Premios Cóndor de Plata | Premios Cóndor de Plata    | Premios Cóndor de Plata | Premios Cóndor de Plata | Premios Cóndor de Plata |
| Año                     | Categoría                  | Trabajo nominado        | Resultado               | Ref.                    |
| ----------------------- | -------------------------- | ----------------------- | ----------------------- | ----------------------- |
| 2012                    | Mejor innovación artística | Ausente                 | Ganador                 | [ 8 ]                   |
| 2016                    | Mejor guion original       | Mariposa                | Nominado                | [ 9 ]                   |
| 2016                    | Mejor montaje              | Mariposa                | Nominado                | [ 9 ]                   |
| 2020                    | Mejor guion original       | Un rubio                | Nominado                |                         |
| 2024                    | Mejor guion original       | Los amantes astronautas | Nominado                | [ 10 ]                  |